# Magydaris tomentosa
Magydaris tomentosa är en flockblommig växtart som beskrevs av Johann Friedrich Wilhelm Koch och Dc. Magydaris tomentosa ingår i släktet Magydaris och familjen flockblommiga växter. Inga underarter finns listade i Catalogue of Life.